# رایشس‌فورر-اس‌اس

نشان فرماندهی

رایشس‌فوهرر-اس‌اس (آلمانی: Reichsführer-SS) یک درجه مربوط به نیروهای نظامی حزب ملی سوسیالیست کارگران آلمان بود که میان سال‌های ۱۹۲۵ تا ۱۹۴۵ وجود داشت و به فرمانده گردان اس‌اس تعلق داشت. رایشس‌فوهرر-اس‌اس از ۱۹۲۵ تا ۱۹۳۳ یک عنوان بود ولی از ۱۹۳۴ تا ۱۹۴۵ به‌معنای بالاترین درجه اس‌اس بود. هاینریش هیملر رهبر اس‌اس از ۱۹۲۹ تا ۱۹۴۵ طولانی‌ترین و قابل‌توجه‌ترین دوره خدمت با این درجه را داشته‌است.

## نگارخانه

رودلف فرانتس هوس (راست) در کنار هاینریش هیملر
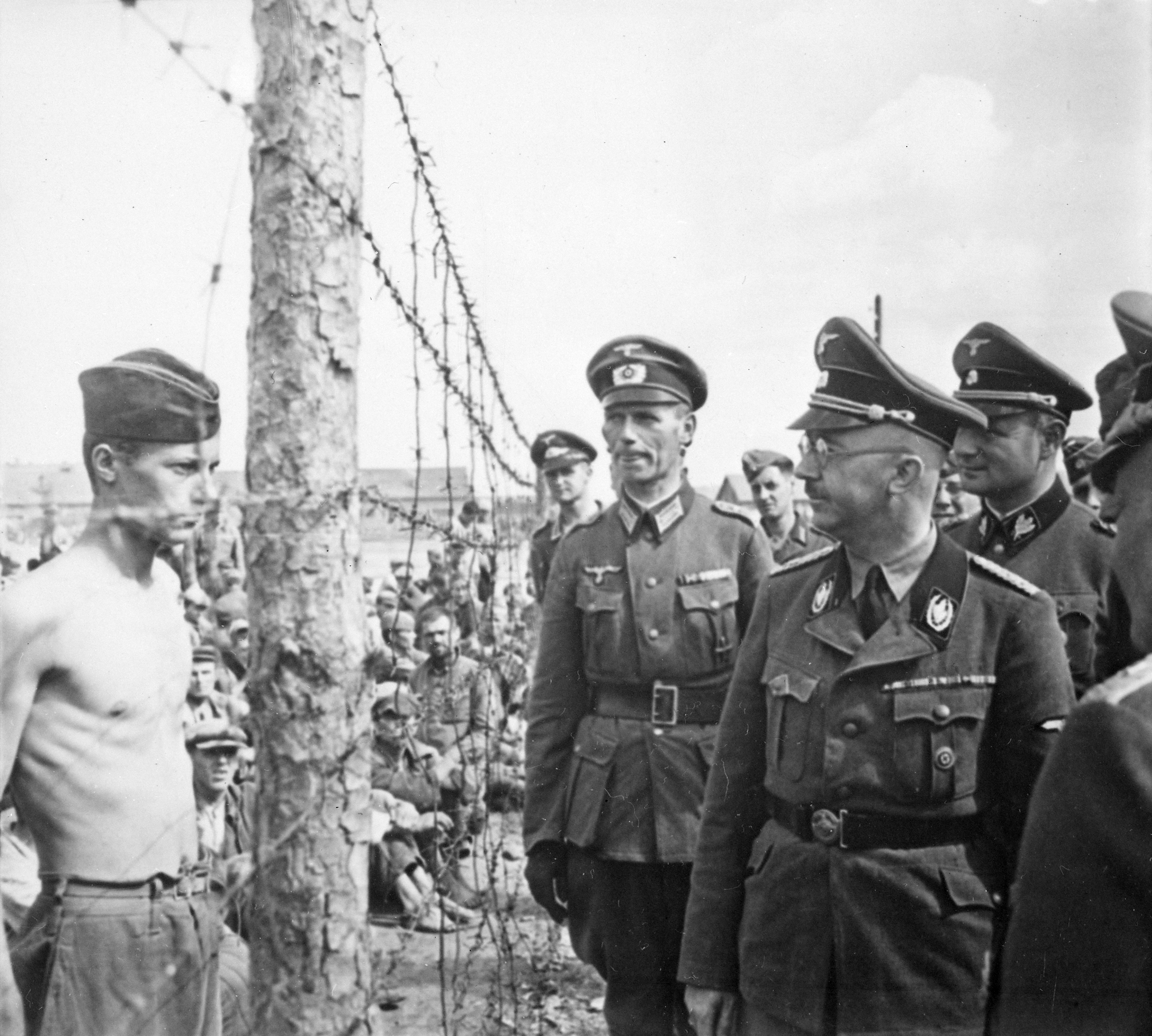
هاینریش هیملر در حال بازدید از اسیران روسی

## دارندگان درجه
درمجموع ۵ نفر به این عنوان رسیدند:
- یولیوس شرک، عنوان
- یوزف برشتولد، عنوان
- ارهارد هایدن، عنوان
- هاینریش هیملر، درجه
- کارل هانکه، درجه